# Affondate la Bismarck!
Affondate la Bismarck! (Sink the Bismarck!) è un film del 1960 diretto da Lewis Gilbert.
Film di guerra ambientato nello scenario atlantico che va dal canale di Danimarca, tra Groenlandia ed Islanda, e le coste francesi.

## Trama
La Bismarck, la corazzata più potente mai costruita e messa in mare dalla Kriegsmarine, naviga dal Baltico all'Atlantico con l'obiettivo di aprire una via di passaggio alla flotta della Germania nazista, al fine di intercettare e distruggere i convogli di rifornimenti dall'America al Regno Unito, in quel momento isolato e unico nemico della Germania ancora belligerante. 
Animato da spirito marinaresco e fede nella vittoria, il suo ammiraglio, Günther Lütjens, la condurrà verso un'agognata gloria che si tramuterà inevitabilmente nella disfatta, nel tentativo di eseguire fino in fondo gli ordini del Führer che lo voleva come vincitore dell'Atlantico.